# Бев'єр (Міссурі)
Бев'єр (англ. Bevier) — місто (англ. city) в США, в окрузі Мейкон штату Міссурі. Населення — 636 осіб (2020).

## Географія
Бев'єр розташований за координатами 39°45′2″ пн. ш. 92°33′55″ зх. д. / 39.75056° пн. ш. 92.56528° зх. д. (39.750439, -92.565296).  За даними Бюро перепису населення США в 2010 році місто мало площу 2,68 км², з яких 2,67 км² — суходіл та 0,00 км² — водойми.

## Демографія
Згідно з переписом 2010 року, у місті мешкало 718 осіб у 287 домогосподарствах у складі 191 родини. Густота населення становила 268 осіб/км².  Було 341 помешкання (127/км²).
Расовий склад населення:
| - 97,4 % — білих - 1,3 % — чорних або афроамериканців - 0,4 % — азіатів |

До двох чи більше рас належало 1,0 %. Частка іспаномовних становила 0,1 % від усіх жителів.
За віковим діапазоном населення розподілялося таким чином: 26,2 % — особи молодші 18 років, 58,6 % — особи у віці 18—64 років, 15,2 % — особи у віці 65 років та старші. Медіана віку мешканця становила 40,1 року. На 100 осіб жіночої статі у місті припадало 93,0 чоловіків;  на 100 жінок у віці від 18 років та старших — 87,9 чоловіків також старших 18 років.
Середній дохід на одне домашнє господарство  становив 40 628 доларів США (медіана — 37 500), а середній дохід на одну сім'ю — 51 496 доларів (медіана — 45 625). Медіана доходів становила 33 750 доларів для чоловіків та 27 000 доларів для жінок. За межею бідності перебувало 11,7 % осіб, у тому числі 12,6 % дітей у віці до 18 років та 8,3 % осіб у віці 65 років та старших.
Цивільне працевлаштоване населення становило 309 осіб. Основні галузі зайнятості: освіта, охорона здоров'я та соціальна допомога — 26,5 %, роздрібна торгівля — 19,4 %, виробництво — 13,3 %, транспорт — 8,1 %.